# Кызыл-Кыя (Джалал-Абадская область)
Кызыл-Кыя (кирг. Кызыл-Кыя) — село в Ноокенском районе Джалал-Абадской области Кыргызстана. Входит в состав Бюргендинского айылного аймака.

## География
Село расположено в южной части области, на берегах реки Майлуу-Суу, на расстоянии приблизительно 23 километров (по прямой) к западо-северо-западу от села Масы, административного центра района. Абсолютная высота — 746 метров над уровнем моря.

## Население
Согласно оценочным данным Национального статистического комитета Кыргызской Республики, численность населения села на начало 2023 года составляла 1832 человека.
| год     | 2009 | 2014 | 2015 | 2020 | 2021 | 2023 |
| ------- | ---- | ---- | ---- | ---- | ---- | ---- |
| человек | 1358 | 1425 | 1617 | 1694 | 1734 | 1832 |